# Marvin Allen
Marvin Allen (född 5 mars 1983 i Croydon, England) är en amerikansk fotboll-spelare. På planen spelar han som wide receiver. Han spelar för tillfället i Miami Dolphins i National Football League.